# Nada de ruso
«Nada de ruso» (en inglés: No Russian, en ruso: Ни слова по-русски, romanizado: Ni slova po-russki) es un nivel controversial del videojuego de acción en primera persona Call of Duty: Modern Warfare 2  de 2009. En el nivel, el jugador controla a Joseph Allen, un agente encubierto de la CIA que participa en un tiroteo masivo en un aeropuerto de Moscú para ganarse la confianza de un grupo de terroristas ultranacionalistas rusos. El líder de los terroristas, Vladimir Makarov, les dice a sus compañeros: "Recuerden, nada de ruso". Esto se debe a que hablar dicho idioma revelaría sus orígenes étnicos y su condición de ultranacionalistas. Al final del nivel, el líder del grupo mata a Allen y revela que pretendía que los funcionarios rusos encontraran su cuerpo y creyeran que los Estados Unidos habían instigado el ataque. El jugador no está obligado a matar a ningún civil y puede saltarse el nivel por completo sin ningún tipo de penalización.
El diseñador de videojuegos Mohamed Alavi estuvo muy involucrado en el desarrollo del nivel. Alavi quiso crear el nivel para explicar por qué Rusia invadiría Estados Unidos, y para crear una conexión emocional entre el jugador y Makarov. Gran parte de su desarrollo se dedicó al diseño de la parte de la masacre, que Alavi no quería sentir como artificial ni como demasiado traumática. La compañía desarrolladora de Call of Duty: Modern Warfare 2, Infinity Ward, y su compañía editora, Activision, apoyaron totalmente la inclusión del nivel, aunque varios jugadores de prueba expresaron su desaprobación y uno de ellos se negó en rotundo a jugarlo.
Antes del lanzamiento de Call of Duty: Modern Warfare 2, un video de la jugabilidad de "Nada de ruso" fue filtrado a Internet. Este metraje inicial dividió las opiniones entre los periodistas de videojuegos, aunque la mayoría decidió esperar hasta poder jugar el nivel para juzgar su calidad. Tras el lanzamiento del videojuego, "Nada de ruso" provocó una gran controversia por permitir que los jugadores participasen en un ataque terrorista. Los periodistas describieron la trama del nivel como ilógica y se burlaron de la posibilidad de poder saltárselo. Debido a su fuerte contenido gráfico, Call of Duty: Modern Warfare 2 estuvo sujeto a censura en sus versiones internacionales. "Nada de ruso" fue eliminado por completo de las ediciones rusas. Los periodistas han discutido desde entonces la importancia de "Nada de ruso" para la industria de los videojuegos.

## Contenido del nivel.
"Nada de ruso" es el cuarto nivel en la campaña para un solo jugador de Call of Duty: Modern Warfare 2. El personaje del jugador sale de un ascensor con cuatro pistoleros que proceden a abrir fuego contra civiles en un punto de control de seguridad. El jugador acompaña a los pistoleros mientras caminan por el aeropuerto matando a los civiles restantes. "Nada de ruso" es notablemente más gráfico que cualquier otro nivel en el juego: los gritos de los civiles se escuchan en todo momento y los heridos que se arrastran dejan rastros de sangre. Sin embargo, el jugador no está obligado a disparar a ningún civil y, en cambio, puede caminar por el aeropuerto mientras se desarrolla la masacre. El juego no alienta explícitamente al jugador a disparar contra civiles, y los pistoleros no reaccionan si el jugador no dispara. Además, el jugador puede disparar a los pistoleros, pero estos tomarán represalias y matarán al jugador.
Una vez que el jugador sale del aeropuerto, los terroristas participan en un tiroteo con soldados armados del FSB, algunos de los cuales tienen escudos antidisturbios. Una vez que el jugador ha matado a los soldados armados, pueden completar el nivel alcanzando el vehículo de escape.
Antes de que comience la campaña para un jugador, un mensaje de advertencia le notifica al jugador la opción de saltar el nivel si encuentra que su contenido es "perturbador u ofensivo"; Si el jugador elige pasar el nivel, no perderá ningún logro y su progreso en el juego no será penalizado.

### Argumento
"Nada de ruso" sigue al soldado Joseph Allen, un agente encubierto de la CIA bajo el alias de Alexei Borodin, el cual se le ha encargado de infiltrarse y ganarse la confianza de una célula terrorista rusa. Para lograrlo, debe participar en una masacre en el Aeropuerto Internacional de Zakhaev en Moscú. El líder del grupo, Vladimir Makarov, instruye a los pistoleros que no hablen nada en idioma ruso, para asegurarse de que se culpe a Estados Unidos por el ataque. Mientras se preparan para salir del aeropuerto, Makarov asesina a Allen y revela que él sabía de su verdadera identidad. El objetivo de Makarov era usar a Allen como un chivo expiatorio o una falsa bandera, entonces, cuando los funcionarios rusos descubren que uno de los asaltantes era un agente estadounidense de la CIA, declararían la guerra a los Estados Unidos.

## Desarrollo
El concepto de "Nada de ruso" fue propuesto por primera vez durante la lluvia de ideas acerca del argumento de Call of Duty: Modern Warfare 2 El desarrollador del juego, Infinity Ward, quería analizar cómo operan los terroristas en la era moderna y buscó crear un escenario inimaginable, aunque plausible, que incomodase al jugador. El guionista jefe Jesse Stern señaló que, a pesar de implicar una temática desagradable, la gente instintivamente quiere saber cómo es experimentar uno de estos ataques, y citó documentales sobre los atentados de Bombay de 2008 y la masacre de la Escuela Secundaria de Columbine como ejemplo. Según Stern: "Son seres humanos quienes perpetran estos actos, por lo que realmente no quieres hacer la vista gorda. Quieres desmontar y descubrir cómo sucedió eso, y qué se puede hacer, si es que se puede hacer algo, para evitarlo. En última instancia, nuestra intención era ponerte lo más cerca posible de la atrocidad".
El diseñador de juegos Mohammad Alavi estuvo muy involucrado en el desarrollo del nivel, desde la programación de la inteligencia artificial hasta la dirección de la captura de movimiento utilizada para las animaciones de los personajes. Antes de diseñar "Nada de ruso", Alavi diseñó el bien recibido nivel "Todos camuflados" en el predecesor de Modern Warfare 2, Call of Duty 4: Modern Warfare. Alavi nunca tuvo la intención de crear "Nada de ruso" con el fin de atraer controversia o para que fuese visto como una declaración política, sino que lo desarrolló con el fin de avanzar en la narrativa del videojuego. Quería que el nivel explicara por qué Rusia invadiría los Estados Unidos, creando una conexión emocional entre el jugador y el líder terrorista, y que lo hiciese de manera indeleble. Alavi se inspiró en artículos de noticias y películas; no entrevistó a víctimas reales de ataques terroristas.
Gran parte del desarrollo del nivel consistió en diseñar la masacre. En la primera versión de "Nada de ruso", la masacre terminaba una vez que el jugador asesinaba a un grupo de civiles fuera del ascensor, escena que luego se cambió por un tiroteo. Alavi creyó que convertir abruptamente una escena emocional en un tiroteo implicaba generar falsa expectación, así que alteró el nivel para prolongar la masacre. También eliminó escenas con niños o familias abrazándose para reducir el efecto traumático sobre el jugador. El director de talento Keith Arem comentó que, debido a la carga emocional de las escenas del nivel, algunos de los actores de doblaje tuvieron sus ojos llenos de lágrimas mientras recitaban sus diálogos.
Alavi no estaba al tanto de ninguna reticencia por parte de Activision, la distribuidora del videojuego, acerca del nivel. Del mismo modo, la mayoría de los miembros de Infinity Ward apoyaban a "Nada de ruso", pero Alavi sí notó que había algunos miembros que se oponían firmemente al contenido. Por el contrario, los probadores de juegos mostraron una amplia gama de reacciones. Inicialmente, muchos estaban enojados y confundidos por el contenido del nivel, pero finalmente se calmaron y dispararon contra los civiles. Un probador, que en ese momento estaba alistado en las Fuerzas Armadas de los Estados Unidos, se negó a jugar el nivel, pero estaba dispuesto a jugar el resto del juego. Esto llevó a la implementación de la función de omisión, ya que Alavi no quería que el jugador fuera castigado por no hacer lo que pudiera sentir como moralmente incorrecto.

## Recepción

### En el mundo rusófono
En Rusia, solo se comercializó la versión del videojuego para PC, siendo la compañía 1C su distribuidora. El nivel "Nada de ruso" fue eliminado del videojuego. Las versiones del videojuego para videoconsolas no se comercializaron en Rusia debido a la imposibilidad técnica de eliminar el nivel de estas versiones. Esta decisión fue causada no por algún tipo de censura externa, sino por la propia decisión de Activision después de consultar con expertos. La compañía se refirió a la falta de un sistema de clasificación por edades en Rusia como una razón formal para su autocensura. Por otra parte, en Kazajistán, Bielorrusia y Ucrania, fueron puestas a la venta versiones en ruso del videojuego para videoconsola, las cuales, aparentemente, estaban destinadas en un principio al mercado ruso.
Andrey Podshibyakin en la revisión de Afisha expresó su pesar porque el nivel, "absolutamente surrealista", en el que uno de los personajes principales fallece en el decimoquinto minuto del videojuego, no fuese incluido en la versión rusa. Según Podshibyakin, este nivel es una "bofetada" al jugador que da un giro de tuerca y deconstruye la promesa sobre la exportación de la democracia y la imposición de la libertad.
El 13 de enero de 2010, la misión "Nada de ruso" se convirtió en tema de discusión en la Duma del Estado. Valery Seleznev , diputado del Partido Liberal Democráta de Rusia , propuso incluir el videojuego en la lista federal de materiales extremistas, por "propaganda del extremismo y la violencia". Seleznev, en particular, describió los eventos del nivel "Nada de ruso", y dijo que en el videojuego se puede participar en "la destrucción de pasajeros de un aeropuerto ruso y el asesinato de fuerzas especiales del FSB". Seleznev afirmó que había conocido el videojuego por medio de su hijo. En febrero de 2010, Seleznev publicó en su sitio web una carta abierta en la que comparó la venta de Call of Duty: Modern Warfare 2 con la venta de drogas y la difusión de pornografía, y pidió que se prohibiese la venta del videojuego y que se "confiscasen" por el estado los ingresos de la distribuidora obtenidos por su venta. También argumentó que el hecho mismo del lanzamiento de una versión limitada del videojuego, que no incluye el nivel "Nada de ruso", significa el reconocimiento de que "este videojuego es contrario a las normas morales, éticas y legales adoptadas en el estado ruso".
En respuesta a los cargos, 1C publicó un comunicado de prensa en el que calificó de "absurdas" las afirmaciones del diputado y observó que el videojuego, diseñado exclusivamente para un público adulto, "habla sobre la lucha contra el terrorismo internacional y el extremismo y no viola la ley". La empresa se alarmó por la propuesta de Seleznev sobre la confiscación del dinero de la venta del videojuego, al no tener esta una base legal. Al mismo tiempo, la compañía expresó su asombro sobre cómo podrían haber tenido acceso Seleznev o su hijo al nivel "Nada de ruso", que está ausente en la versión funcional rusa del videojuego. Según la distribuidora, este nivel solo podía estar presente en versiones falsificadas del videojuego, y la compañía no podría vender la "versión completa" al diputado sin infringir la ley. La compañía también publicó un informe de investigación psicológica realizada por expertos del Centro de Investigación de Pericia y Ciencia Forense (NITSEiK). Dichos expertos no encontraron ningún llamamiento a la actividad extremista en el videojuego.
"Nada de ruso" ha sido relacionado en Rusia, a modo retrospectivo, con algunos ataques premeditados reales. Tras el atentado del Aeropuerto Internacional de Moscú-Domodédovo de 2011, la cadena de televisión rusa RT transmitió un reporte que yuxtapuso imágenes de la cámara de seguridad del ataque con imágenes de la jugabilidad de "Nada de ruso". El periodista declaró que el nivel recordaba al atentado, y citó al analista de Fox News Walid Phares diciendo que los terroristas podrían estar usando los videojuegos como herramientas de entrenamiento.

### En el mundo anglosajón
Antes del lanzamiento de Call of Duty: Modern Warfare 2, un video con imágenes de "Nada de ruso" fue filtrado ilegalmente a Internet. Activision rápidamente confirmó la existencia del nivel y aclaró su contexto dentro del videojuego. En una declaración por correo electrónico, Activision escribió que el nivel "no era representativo de la experiencia de jugabilidad general de Modern Warfare 2" y que está "diseñado para evocar las atrocidades del terrorismo". La filtración del video fue un tema popular en las publicaciones de videojuegos y en varias importantes agencias de noticias, como Associated Press y The Guardian. Los periodistas atribuyeron la rápida difusión de la noticia a la importancia cultural de la serie.
Este metraje inicial dividió a los periodistas de videojuegos. Tom Hoggins, de The Daily Telegraph sentía que, si bien no podía juzgar adecuadamente el nivel sin haberlo jugado, dudaba que Infinity Ward le hubiera dado el enfoque correcto, al permitir al jugador usar granadas para "tratar a estos civiles como bolos de bolera humanos". Escribiendo para The Guardian, Keith Stuart criticó la función de omisión, describiéndola como una "exclusión" para un nivel que el desarrollador pretendía que los jugadores experimentaran. Jim Sterling, de Destructoid, apoyó no obstante el nivel, ya que pensaba que era una afirmación de que los videojuegos podían discutir temas controvertidos, lo que consideraba que muchos desarrolladores a menudo evitaban. Concluyó diciendo que si "Nada de ruso" podía hacer que los jugadores se cuestionaran si el sacrificio humano merecía la pena como precio a pagar por completar con éxito una misión, los videojuegos podrían finalmente considerarse una forma de arte.
Mientras Call of Duty: Modern Warfare 2 fue aclamado por la crítica en su lanzamiento, los periodistas criticaron duramente el contenido de "Nada de ruso". Marc Cieslak de BBC News estaba "entristecido" por el nivel, al sentir que rebatió su teoría de que la industria de los videojuegos había "crecido". Kieron Gillen, de Rock, Paper, Shotgun, castigó el nivel por no estar a la altura de las expectativas. Encontró la trama ilógica, criticó la posibilidad de omisión como "ridículamente patética" y, en última instancia, resumió el nivel como un "shock estúpido". Escribiendo para PC World, Matt Peckham se preguntó por qué a los terroristas no les importaría que el jugador no disparara, y sintió que no informar al jugador de lo que iba a ocurrir hasta el último momento posible fue "crear una especie de negación emocional plausible al eliminar todo el ímpetu dramático que debería rodearlo". Algunos líderes religiosos británicos prominentes condenaron "Nada de ruso": Alexander Goldberg, del Foro Judío de Londres, estaba preocupado por la posibilidad de que los niños jugasen el nivel; Fazan Mohammed, del Foro Musulmán Británico, describió el nivel como una experiencia íntima de enaltecimiento del terrorismo; y Stephen Lowe, el obispo retirado de Hulme, sintió que el nivel era "repugnante".
Las versiones internacionales sin censura del videojuego a menudo recibieron una clasificación de contenido bastante elevada, como la clasificación de "M" (Mature, para mayores de 17 años) por parte de la ESRB en América del Norte, y un certificado de "+18" por parte de la BBFC en el Reino Unido. Call of Duty: Modern Warfare 2 fue el primer videojuego de la serie en recibir un certificado de "+18", que según la BBFC se debió específicamente a "Nada de ruso". En su resumen del videojuego, la BBFC escribió: "La brutalidad evidente en esta misión tiene un enfoque en el "infligimiento de dolor y lesiones", lo que, junto con la naturaleza perturbadora del escenario que se presenta, se consideró que entraba más apropiadamente en la categoría adulta". En Australia, el videojuego fue calificado como "MA15+" (para mayores de 15), lo que fue impugnado por el político Michael Atkinson, quien sintió que "Nada de ruso" dejaba a los jugadores convertirse en "terroristas virtuales". Hizo amago de apelar la clasificación y tratar de prohibir el videojuego, pero la Oficina de clasificación de cine y literatura de Australia nunca recibió correspondencia de Atkinson.

#### Comentarios retrospectivos en el mundo anglosajón
En 2012, Laura Parker de GameSpot discutió cómo "Nada de ruso" implicó un momento decisivo en la industria de los videojuegos. Ella sintió que el nivel planteaba la cuestión de si era aceptable o no hablar sobre sufrimiento humano en videojuegos, y si su estado como productos de entretenimiento les impedía hacerlo. También comentó que, si más desarrolladores estuvieran dispuestos a asumir riesgos e incluir material controvertido, los videojuegos finalmente recibirían reconocimiento cultural. Otro videojuego que incluyó material controvertido fue Spec Ops: The Line (2012). Durante una escena, el jugador se encuentra con un compañero de escuadrón que había sido previamente linchado por una muchedumbre, teniendo el jugador la opción de matar a los civiles de la turba, o solo asustarlos con disparos de advertencia. Walt Williams, el guionista principal de Spec Ops: The Line, comentó que el equipo de desarrollo quería hacer que el jugador sintiera visceralmente la escena, y que buscaron explícitamente evitar la "torpeza" de "Nada de ruso".
En su libro Playing War: Military Video Games After 9/11, Matthew Payne analizó tres niveles controvertidos de la serie Call of Duty, incluyendo "Nada de ruso". Sugirió que la muerte de Allen enfatizaba el tema de la ficción militar de entretenimiento del soldado que se sacrifica por el bien mayor, y que el nivel racionaliza las operaciones moralmente sospechosas siempre que sirvan bajo la apariencia de seguridad nacional. Payne también comentó que, si bien "Nada de ruso" podía verse como una representación realista de la guerra a comparación de otras representaciones contemporáneas, solo podía verse en el contexto de la historia, y por lo tanto elimina cualquier posibilidad de que el jugador reexamine los preceptos de la guerra moderna. Tras los atentados de París de noviembre de 2015, Robert Rath, de Zam.com, volvió a jugar "Nada de ruso" y examinó cómo el nivel reflejaba los ataques terroristas de la vida real. Rath sintió que, si bien la trama era absurda, el ataque que se mostraba en el nivel era realista, y que podía enseñar a los jugadores que los terroristas a menudo atacan a blancos fáciles.
En 2013, un estudiante de Albany (Oregón), fue detenido por la policía por planear atacar su escuela secundaria con explosivos y armas de fuego. Los cuadernos encontrados por la policía detallaron cómo el estudiante planeaba usar granadas de napalm en el atentado, y cómo quería que el tema musical de la misión "Nada de ruso" sonase de fondo.

### En el mundo hispano, Alemania y Japón
En las ediciones japonesas y alemanas, el nivel fue censurado de manera suave, para que el jugador no pudiera cumplir la misión si mataba a algún civil. La versión japonesa fue criticada por algunos jugadores por cambiar el diálogo de apertura de Makarov, "Recuerden, nada de ruso", a "Mátenlos; son rusos".

## Legado
"Nada de ruso" vuelve a aparecer en la secuela del videojuego, Call of Duty: Modern Warfare 3 (2011), durante una secuencia retrospectiva. En una misión, el personaje jugable, Yuri, le revela al Capitán Price que originalmente fue un ayudante de Makarov. Originalmente era parte del grupo que atacaba el aeropuerto en "Nada de ruso", pero como Makarov estaba al tanto de su traición al grupo, hirió a Yuri y lo dio por muerto. Sobrevive, e intenta detener la masacre, pero finalmente se derrumba por el dolor.
El nivel fue remasterizado para Call of Duty: Modern Warfare 2 Campaign Remastered (2020), sin cambios significativos al margen de las mejoras gráficas. Se incluyó un huevo de Pascua en la misión remasterizada que muestra a Yuri tratando de detener la masacre antes de colapsar, desde la perspectiva de Joseph Allen, haciendo referencia a la escena retrospectiva de Modern Warfare 3. El videojuego, disponible solo en formato digital, no estuvo disponible en Rusia, y aunque Activision no especificó una razón para esto, los periodistas especularon que se debía a la inclusión de "Nada de ruso".